# Deficiëntie (medisch)
Een deficiëntie (tekort) verwijst, in de voedingsleer, de dierfysiologie en de geneeskunde, naar een tekort aan een bepaalde voedingsstof, of aan een aangemaakte, lichaamseigen stof. Een deficiëntie gaat vaak gepaard met een ziekte of symptomen.  
Bij voedingsstoffen gaat het om een tekort aan ingenomen (hoogwaardige) eiwitten, bepaalde vitaminen of mineralen, wat bij een aanhoudende onvoldoende inname kan leiden tot een deficiëntieziekte. 
Bij een onvoldoende aanmaak van een bepaald enzym of stollingsfactor is sprake van een stofwisselingsziekte.
In de geneeskunde verwijst deficiëntie daarnaast naar een verstoorde lichaamsfunctie, bijvoorbeeld een haperend immuunsysteem.

## Tekort aan een bepaalde stof

### Oorzaken
Een tekort kan optreden door een aangeboren stoornis, waarbij het lichaam niet voldoende van een voedingsstof kan opnemen vanuit de voeding, of niet voldoende van een stof zelf kan aanmaken.
Ook een ontoereikend voedingspatroon kan tot een tekort leiden; het voedingspatroon wordt dan deficiënt genoemd, bijvoorbeeld een voedingspatroon 'dat deficiënt is voor' vitamine B12.

### Soorten deficiënties

#### Vitamine-deficiënties
Vitamine-deficiënties ontstaan meestal doordat het ingenomen voedsel onvoldoende van die bepaalde vitamine bevat. Ziekten die ontstaan als gevolg van een tekort aan een bepaalde vitamine, worden deficiëntieziekten genoemd.

#### Mineralen-deficiënties
Een tekort aan ijzer is de meest voorkomende deficiëntie in ontwikkelde landen. Het kan leiden tot bloedarmoede. Verder zijn er ook deficiënties mogelijk van jodium en magnesium.

#### Algemeen eiwit-tekort
Bij extreme voedseltekorten en hongersnood wordt vaak een dieet gegeten dat te weinig eiwitten bevat. Hierdoor ontstaat op de lange termijn vaak een tekort aan alle eiwitten, wat leidt tot het typische opgeblazen hongerbuikje.

#### Diverse aangeboren stofwisselingsziekten
Bij diverse aangeboren stofwisselingsziekten is er een tekort aan een bepaald enzym, doordat het lichaam dit enzym niet, of te weinig, aan kan maken.

#### Stollingsfactoren
De bloedstolling wordt onder andere verzorgd door stollingsfactoren. Deficiënties van met name factor VIII (hemofilie A) en factor IX (hemofilie B) zijn aangeboren en geven een hoog risico op ernstige bloedingen. Deficiënties kunnen ook worden veroorzaakt door het slikken van coumarinederivaten: deze verminderen de hoeveelheid van een aantal stollingsfactoren. De bedoeling hiervan is altijd om ervoor te zorgen dat er geen bloedstolsels ontstaan die bijvoorbeeld trombose of een CVA kunnen veroorzaken, maar dit leidt wel tot een stollingsstoornis, waardoor iemand een risico loopt op een ernstige bloeding.

## Tekort aan functie

### Immunodeficiëntie
Het woord deficiëntie wordt ook gebruikt om een tekort aan functie aan te duiden. Als het immuunsysteem niet voldoende werkzaam is, wordt dit een immunodeficiëntie genoemd. Dit kan een aangeboren stoornis zijn, maar de bekendste en meest voorkomende immunodeficiëntie is aids: Acquired Immuno-Deficiency Syndrome. ("acquired" betekent: verworven, niet aangeboren). Het syndroom werd zo genoemd voordat de oorzaak ervan, een infectie met hiv, bekend was.